# Serwis Carnalla
Serwis Carnalla (niem. Das Carnall-Service) – XIX-wieczny porcelanowy serwis stołowy składający się z dwunastu filiżanek ze spodkami, dzbanka, mlecznika i misy.
Komplet wykonany został w 1844 roku na zamówienie dwudziestu trzech uczniów szkoły górniczej w Tarnowskich Górach (niem. Tarnowitz) jako prezent pożegnalny dla górmistrza Rudolfa von Carnalla, który po prawie 20 latach pracy na Górnym Śląsku przeniesiony został na stanowisko wyższego asesora w Wyższym Urzędzie Górniczym w Bonn. Na dwunastu filiżankach przedstawione zostały głównie widoki zakładów przemysłowych z Tarnowskich Gór i okolic. Od 1983 roku komplet znajduje się w zbiorach Niemieckiego Muzeum Górnictwa (niem. Deutsches Bergbau-Museum) w Bochum.

## Historia
Urodzony w 1804 roku w Kłodzku (niem. Glatz) Rudolf von Carnall od najmłodszych lat wykazywał zainteresowanie górnictwem. Już od 1819 roku zdobywał pierwsze doświadczenia, pracując w kopalniach w Nowej Rudzie (niem. Neurode) i Wałbrzychu (niem. Waldenburg). Jesienią 1825 roku przeniósł się na Górny Śląsk do Tarnowskich Gór (niem. Tarnowitz), gdzie początkowo wykonywał prace na zlecenie miejscowego urzędu górniczego. W 1830 roku objął stanowisko Obereinfahrera, a w 1839 został mianowany górmistrzem (Bergmeister). Również w 1839 roku, reaktywowano z jego inicjatywy istniejącą od 1803 roku, lecz podupadającą, szkołę górniczą w Tarnowskich Górach. Mieściła się ona w wynajętych przez Carnalla pomieszczeniach na pierwszym piętrze apteki Cochlera znajdującej się przy tarnogórskim rynku.

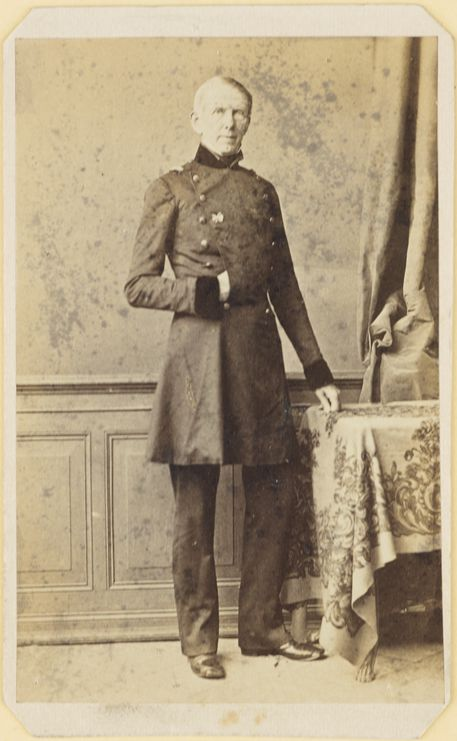
Rudolf von Carnall

Po prawie 20 latach pracy na Górnym Śląsku, 22 października 1844 roku Rudolf von Carnall został przeniesiony na stanowisko wyższego asesora w Wyższym Urzędzie Górniczym w Bonn. W Tarnowskich Górach górmistrza żegnano z żalem; przemysłowiec Franz von Winckler w imieniu właścicieli górnośląskich kopalń podarował Carnallowi srebrną misę, od swoich uczniów zaś otrzymał w prezencie porcelanowy serwis stołowy składający się z dwunastu filiżanek zdobionych widokami miejsc związanych z górnictwem w Tarnowskich Górach i okolicach, dzbanka, mlecznika oraz misy, utrzymany w stylistyce późnego biedermeieru, który znany jest współcześnie jako Serwis Carnalla (niem. Das Carnall-Service).
W latach 1848–1856 Carnall pracował w Berlinie, a następnie powrócił na Śląsk, obejmując stanowisko dyrektora Wyższego Urzędu Górniczego we Wrocławiu. Ze służby państwowej odszedł w 1861 roku. Zmarł 17 listopada 1874 roku.
Serwis Carnalla w grudniu 1983 roku został podarowany Niemieckiemu Muzeum Górnictwa w Bochum przez Juliane Becker i Charlotte Schneidler – prawnuczki Rudolfa von Carnalla, wnuczki jego najstarszej córki, urodzonej w 1833 roku Wilhelminy. W 1985 roku wydano monografię Das Carnall-Service als Dokument des Oberschlesischen Metallerzbergbaus autorstwa Rainera Slotty, późniejszego dyrektora Muzeum, opisującą postać Carnalla, reaktywowaną przez niego szkołę i jej uczniów, przedstawione na filiżankach miejsca oraz górnośląskie górnictwo i przemysł.
Po 174 latach od swojego wykonania artefakt symbolicznie powrócił do Tarnowskich Gór. Od 29 września 2018 do 31 marca 2019 wypożyczony z Bochum serwis prezentowany był w Muzeum w Tarnowskich Górach na wystawie Miasto z porcelany. Widoki Tarnowskich Gór na Serwisie Carnalla zorganizowanej w ramach obchodów jubileuszu 60-lecia tej instytucji. W roku kolejnym wystawa ta została wyróżniona Nagrodą Marszałka Województwa Śląskiego za Wydarzenie Muzealne Roku 2019 w kategorii „wystawy”.

## Opis techniczny

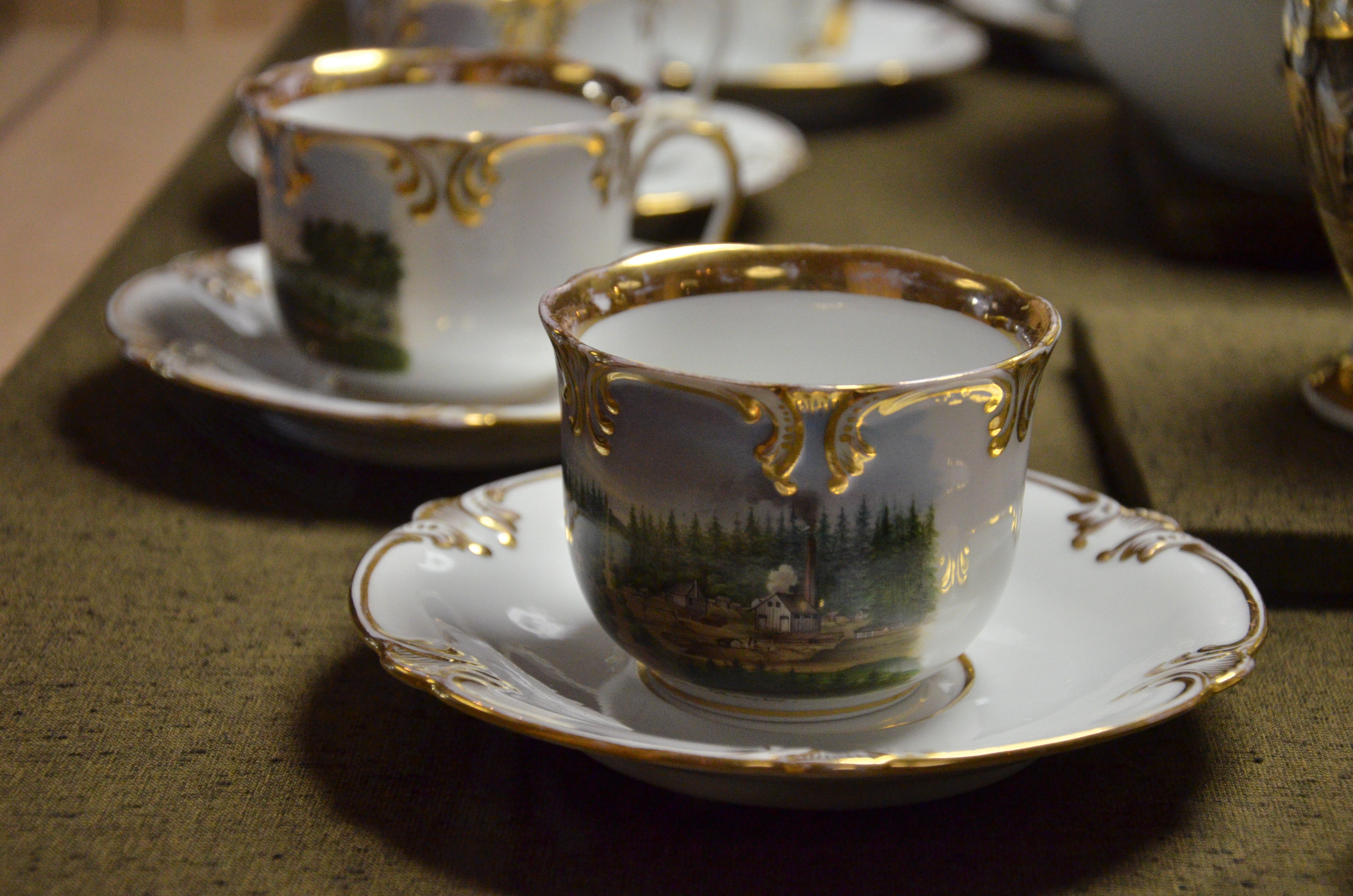
Filiżanka przedstawiająca kopalnię „Planeta”

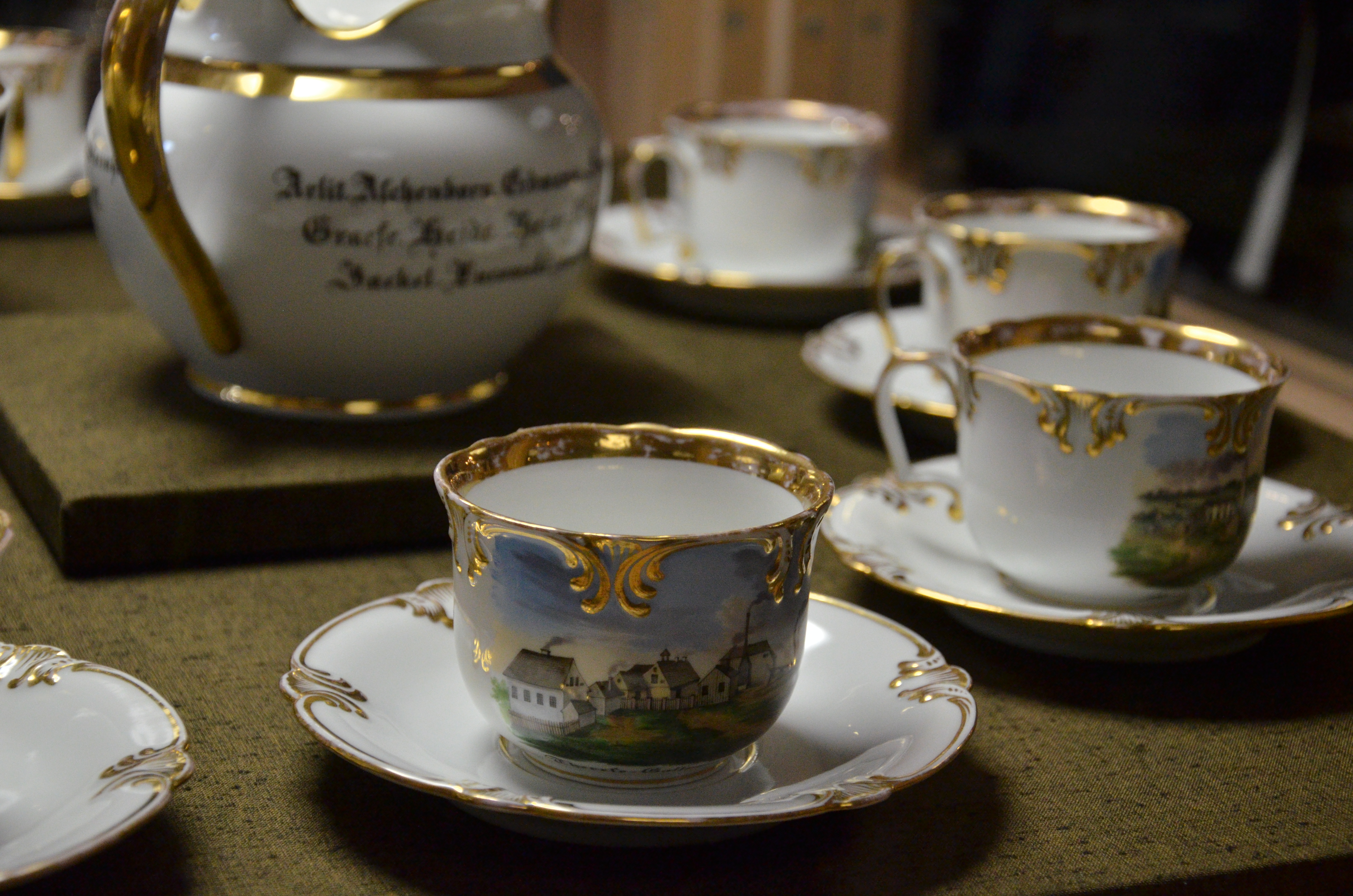
Filiżanka przedstawiająca kopalnię galmanu „Therese”, po lewej widoczny dzbanek

Serwis Carnalla składa się z piętnastu elementów: dwunastu filiżanek wraz ze spodkami, dzbanka na herbatę, mlecznika oraz misy. Filiżanki wykonane zostały w manufakturze w Březovej (niem. Pirkenhammer) koło Karlowych Warów i sygnowane są znakiem F&R, misa nosi symbol Królewskiej Manufaktury Porcelany w Berlinie, natomiast dzbanek i mlecznik nie są znakowane.

### Filiżanki
Będące częścią serwisu filiżanki mierzą 62 mm wysokości, 47 mm średnicy u podstawy i 84 mm średnicy na brzegach. Podstawki mają 152 mm średnicy i 24 mm wysokości. Na brzegach, na uszkach i u podstaw filiżanek oraz na brzegach podstawek obecne są pozłacane ornamenty, zaś wykonane na filiżankach widoki utrzymane są w odcieniach brązu, zieleni i koloru niebieskiego z podpisami koloru czarnego.
Dwanaście filiżanek wykazuje największą różnorodność motywów ikonograficznych. Na dziesięciu z nich przedstawione zostały zakłady przemysłowe, z czego trzy malunki odnoszą się do obiektów związanych z królewską kopalnią „Fryderyk” (niem. Königliche Friedrichsgrube), natomiast na sześciu uwiecznione zostały prywatne kopalnie galmanu. Jedna filiżanka przedstawia znajdujący się w Tarnowskich Górach urząd górniczy (stojący w miejscu obecnego ratusza) i szkołę górniczą (mieszczącą się na piętrze tzw. Domu Cochlera), ostatnia zaś – dom Rudolfa von Carnalla.
Obiekty uwiecznione na filiżankach:
1. królewska kopalnia rudy ołowiu „Fryderyk” (niem. Königl. Friedrich-Bleierz-Grube),
2. płuczka królewskiej kopalni rudy ołowiu „Fryderyk” (niem. Wäsche der königl. Friedrich-Bleierz-Grube),
3. szyb „Spes” (niem. Der Spes-Schacht),
4. fabryka cementu (niem. Cement-Fabrick),
5. kopalnia galmanu „Scharlei” (niem. Scharlei-Gallmei-Grube),
6. kopalnia galmanu „Maria” (niem. Maria-Gallmei-Grube),
7. kopalnia galmanu „Therese” (niem. Therese-Gallmei-Grube),
8. kopalnia galmanu „Verona” (niem. Verona-Gallmei-Grube),
9. kopalnia „Planeta” (niem. Planet-Grube),
10. kopalnia galmanu „Carl Gustav” (niem. Carl Gustav-Gallmei-Grube),
11. Królewski Górnośląski Urząd Górniczy wraz ze szkołą górniczą (niem. Königl. Oberschlesisches Bergamt nebst Bergschule),
12. dom królewskiego górmistrza von Carnalla (niem. Wohnung des königl. Bergmeisters v. Carnall).

### Dzbanek, mlecznik i misa
Największym elementem całego kompletu jest dzbanek na herbatę. Ma on 133 mm wysokości, 152 mm średnicy oraz 245 mm długości między uchem a końcem dzióbka. Wypisane zostały na nim nazwiska dwudziestu trzech fundatorów serwisu: Arlit, Aschenborn, Erdmann, Ferchland, Friedrich, Graefe, Heide, Heine, Heinrich, Hennig, Jaeckel, Kurowski, Moecke, Otto, Reklewski, Scherner, Schwand, v. Stein, Steinhof, Schütze, Tischer, Westenholz, v. Wolff oraz informacja Tarnowitz im Jahre 1844. – pol. „Tarnowskie Góry w roku 1844”. Niemal wszyscy byli uczniami trzeciego kursu w tarnogórskiej szkole górniczej, który trwał od stycznia 1844 do czerwca 1846, a którego opiekunem od stycznia do października 1844 był von Carnall.
Mlecznik mierzy 175 mm wysokości i 85 mm średnicy w najszerszym miejscu. Cechuje się bogatą ikonografią; w zdobionym, pozłacanym kartuszu ukazana została praca pięciu górników znajdujących się pod ziemią. Scena została odwzorowana bardzo realistycznie, dzięki czemu prezentuje wysoką wartość dokumentacyjną w zakresie np. strojów i narzędzi z tamtego okresu.
Ostatni element serwisu – misa – jest ozdobiona najskromniej. Ma ona tylko złotą obwódkę wokół krawędzi i wokół podstawy, a namalowany na niej jest jedynie górniczy emblemat – pyrlik i żelosko.